# Sphaeriodesmus robertsoni
Sphaeriodesmus robertsoni är en mångfotingart som beskrevs av Shear 1986. Sphaeriodesmus robertsoni ingår i släktet Sphaeriodesmus och familjen Sphaeriodesmidae. Inga underarter finns listade i Catalogue of Life.